# Arthur Moeller van den Bruck
Pour les articles homonymes, voir Moeller.
Ne doit pas être confondu avec Armin Mohler.
Œuvres principales
Das dritte Reich (1923)
Arthur Moeller van den Bruck, né le 23 avril 1876 à Solingen, en Westphalie, mort le 30 mai 1925 à Berlin, était un historien, écrivain et traducteur allemand.

## Jeunesse
Par son père Ottomar Victor Moeller, conseiller de l'intendance des bâtiments et architecte de l'administration royale de Prusse, originaire de Erfurt, il descend d'une famille originaire de Thuringe installée dans un domaine du Harz, près de Nordhausen au début du XIXe siècle, et qui comptait dans ses rangs des officiers, des fonctionnaires, des propriétaires terriens, ainsi que quelques pasteurs luthériens. Par sa mère, Elisabeth van den Bruck, fille d'un fonctionnaire aux bâtiments, il appartenait à une famille rhénane d'origine néerlandaise et espagnole. Il passa sa jeunesse à Dusseldorf, où il étudia dans un Gymnasium. Quittant cet établissement trois ans avant l'Abitur (équivalent du baccalauréat en France), il fut envoyé chez des parents à Erfurt en avril 1895 pour passer celui-ci. Hedda Maase, avec laquelle il venait de se fiancer, l'accompagnait. À Pâques 1896, il partit pour Leipzig, où il mena une vie de bohème. Inscrit à l'université, il suivait irrégulièrement les cours du psychologue Wilhelm Wundt et de l'historien Karl Lamprecht. Autodidacte, il devait surtout se former dans les cafés littéraires, les premières théâtrales, les ateliers des peintres d'avant-gardes, les expositions et par ses lectures personnelles.

## L'esthète
En août 1896, il se maria avec Hedda Maase et s'installa à Berlin. Un héritage de son grand-père maternel et les honoraires de traduction de sa jeune femme permirent au couple d'emménager dans une petite villa au bord du lac de Tegel. À Berlin, il se lia avec différents cercles littéraires « modernistes », rencontrant des « libertaires » comme Frank Wedekind, des « naturalistes » comme Gerhart Hauptmann ou des « formalistes » comme Stefan George. Il collabora à la Zukunft de Maximilian Hardent et commença, à partir de 1899, à publier ses travaux personnels. En 1902 parut Das Variété, analyse d'un genre à la mode illustré par l'Überbrettel de Wedekind. La même année, il rassembla sous le titre de Die moderne Literatur dix monographies consacrées à des auteurs contemporains, dans lesquelles il se livrait à une critique de l'impressionnisme littéraire et du naturalisme. À l'époque, il n'avait pas encore d'engagement politique, bien qu'il ait déjà lu la Genèse du XIXe siècle de Houston Stewart Chamberlain, dont il ne partageait pas toutes les vues. Il était surtout très influencé par Friedrich Nietzsche.
En 1902, il laissa sa femme, enceinte, et, refusant le service militaire obligatoire, s'enfuit en France en passant par la Suisse, avec l'idée de rejoindre les États-Unis, idée à laquelle il devait finalement renoncer. Il avait en effet peu de goût pour la vie de caserne, et la bureaucratie wilhelmienne lui inspirait une vive antipathie. Son mariage, déjà bien mal en point, ne devait pas résister à cette séparation. Peu de temps après avoir accouché d'un fils, le 26 décembre 1902, Hedda se remaria avec Herbert Eulenberg, jeune auteur dramatique que Moeller lui avait présenté en 1901 et avec lequel elle aura un enfant en 1904. Installé finalement à Paris, où il menait une vie précaire, il connut une évolution décisive de sa pensée. Découvrant sa patrie de l'extérieur, il se mit à la regarder d'un œil différent et prit conscience que la France, au contraire de l'Allemagne, semblait « penser » sa politique et que cette politique exerçait une influence sur la culture. C'est à cette époque qu'il commença à s'affirmer « nationaliste », non dans le sens d'un pangermanisme avec lequel il ne sentait guère d'affinités, mais plutôt d'une solidarité avec la culture dont il se sentait l'héritier. L'esthète se mua en écrivain engagé.

## L'écrivain engagé
En 1908 parut Die Deutschen, en huit volumes, recueil biographique de grands personnages réunis par affinités : hommes d'État, philosophes, artistes, etc. Un volume entier était consacré à Goethe. Par ce livre, Moeller van den Bruck entendait amener la nation allemande à « l'affirmation de soi » et commençait à développer sa critique du libéralisme. Il publia aussi un essai sur le théâtre français et Die Zeitgenossen, étude où il analysait l'œuvre de plusieurs artistes et écrivains étrangers.
À Paris aussi, il fit la connaissance d'une jeune Lettonne, Lucy Kaerrick, qui devait devenir sa seconde épouse. Celle-ci lui fit découvrir le poète et mystique russe Dimitri Merejkovski, sous l'influence duquel il se plongea dans l'œuvre de Dostoïevski. Ce fut une révélation pour le jeune émigré allemand, qui se découvrait d'importantes affinités avec le grand écrivain russe : une certaine tendance au prophétisme, une critique de l'occidentalisme, un sens du tragique et une affirmation de l'existence de « peuples vieux » et de « peuples jeunes ». Avec Less Kaerrick, la sœur de Lucy, il entreprit la traduction de ses œuvres complètes (1905-1915), parues en vingt-deux volumes. Ce travail de traduction eut un énorme succès, avec 179 000 exemplaires vendus en 1922.
En 1906, après un séjour de quatre ans en France, Moeller van den Bruck partit en Italie. Installé à Florence, il travailla notamment aux archives et à la bibliothèque de la ville. Ce séjour marque un tournant dans son œuvre. Convaincu désormais que les peuples ont leur rythme, leur vie intérieure propres, qui s'expriment dans un style national homogène, il décida de se consacrer à leur étude. À cette époque, il écrivit Die italienische Schönheit, essai sur la culture, l'art et l'histoire de l'Italie des origines à la Renaissance, dans lequel il plaçait l'apogée de la « classicité » italienne dans la période allant du XIIIe au XVe siècle. Dans ce livre, qui n'eut aucun succès, Moeller faisait appel, pour expliquer le génie de la culture et de l'art, aussi bien à l'histoire qu'aux origines humaines et aux paysages.
À partir de 1907, il se lance dans des voyages incessants. Avec sa femme, il retourne d'abord à Berlin, où il régularise sa situation militaire. Puis, en 1910, le couple voyage en Angleterre, en France et en Italie. En 1912, ils se rendent en Finlande, en Russie et dans les pays baltes. En 1914, ils visitent le Danemark et la Suède.
Il est dès cette époque très critique envers la société wilhelminienne. En effet, déçu par ce qu'on appelle l'âge des "Épigones", il développe une vision du monde conservatrice, mais opposée à la société de son époque ; ainsi, en 1913, pour le jubilé de Guillaume II, il s'en prend à l'empereur, parlant du vide grandiose et du mauvais goût qui habite ce dernier.
Quand éclata la Première Guerre mondiale, en 1914, il interrompit son voyage et rentra à Berlin. Malgré l'avis contraire du médecin des armées, il fit son service militaire à Custrin et se porta volontaire comme Landsturmmann, c'est-à-dire soldat de deuxième classe. Il fut aussitôt envoyé sur le front de l'Est. Deux ans plus tard, à l'automne 1916, il fut réformé en raison de troubles nerveux. Grâce à une intervention de son ami Franz Evers, il rejoignit le service de presse et de propagande de la Section militaire des affaires étrangères, service créé par le général Ludendorff, qui fut transformé en mai 1918 en Section extérieure du haut commandement de l'armée allemande. À ce poste, sa vocation d'écrivain politique se confirma définitivement. Il acquit dans ce travail le style qui devait plus tard le caractériser, fait de formules incisives. De même, il se mit à fréquenter des journalistes, des hommes de lettres, des hauts fonctionnaires, des économistes et des politiciens, milieu très différent du monde qu'il connaissait auparavant.
Il écrivit de plus en plus, publiant des articles dans divers journaux, Der Tag, Die Kreuzzeitung, la Berliner Börsenzeitung ou la Badische Landeszeitung, ainsi que dans des revues réputées comme Das neue Deutschland, la Deutsche Rundschau et les Preussische Jahrbücher, se faisant ainsi bientôt connaître. En 1916, aussi, il fit paraître un essai Der preussische Stil (Le Modèle prussien), considéré comme l'un de ses meilleurs livres et dans lequel, au travers d'une étude sur le style architectural prussien, il livre une méditation sur la Prusse et le « prussianisme », louant ces vertus romaines de la Prusse contre lesquelles il avait semblé se révolter dans sa jeunesse, et célébrant l'essence de la Prusse en tant que « volonté à l'État ». À ses yeux, l'exemple prussien témoignait que, dans les sociétés modernes, l'histoire l'emporte sur la race, la culture sur la nature, et la nation allemande, héritière de la « Mutterland » germanique, devait recevoir une « forme prussienne ».

## Le théoricien politique
Après la révolution de novembre 1918, Moeller van den Bruck devint la figure de proue d'un cercle d'écrivains et d'idéologues hostiles à la fois au communisme et au libéralisme, nationalistes, mais sans nostalgie pour l'ère wilhelmienne, et qui refusaient de s'attacher à un parti politique. Ce cercle vit le jour à la fin du mois du mai 1919 et se dénomma d'abord I-Klub, avant de prendre officiellement, après la signature du traité de Versailles, le 28 juin 1919, le nom de Juni-Klub (« Club de Juin ») et l'anneau pour symbole. Autour de ce groupe, installé fin 1920 dans l'immeuble du 22 de la Motzstrasse, à Berlin-Moabit, se développa bientôt l'un des pôles les plus représentatifs du courant des Jungkonservativen (« jeunes conservateurs ») de la Révolution conservatrice. Le club était fréquenté aussi bien par des nationaux allemands que des membres du DNVP, des démocrates, des catholiques du Zentrum, des sociaux-démocrates ou des communistes. En effet, les dirigeants du Juni-Klub ne se posaient pas comme des adversaires de principe de la République de Weimar ou de la démocratie, cherchant plutôt à jeter les bases d'une « démocratie allemande », c'est-à-dire une démocratie conforme à la tradition de leur pays, et mettaient plus l'accent sur les principes que sur les institutions. Moeller van den Bruck devait définir cette démocratie « nationalisée » comme « la participation d'un peuple à son destin ».
Le 9 avril 1919, le groupe lançait un hebdomadaire, Das Gewissen (La Conscience), qui connut une grande faveur auprès des milieux cultivés, ne serait-ce que par la qualité de plusieurs de ses collaborateurs. En 1922, le journal, rebaptisé Gewissen le 1er janvier 1920, annonçait un tirage de 30 000 exemplaires. Un an plus tard, au pire moment de l'inflation, il en revendiquait encore 10 000. Moeller van den Bruck tenait une place essentielle dans ce succès, fixant les orientations, déterminant la ligne générale et écrivant de nombreux articles, sous son nom, sous des pseudonymes ou anonymement. Parallèlement, il continuait à collaborer à de nombreuses publications.
En 1919, Moeller van den Bruck publia Das Recht der jungen Völker, ouvrage commencé pendant la guerre, dans lequel il essayait de démontrer que la guerre avait été le produit du ressentiment des « peuples vieux » à l'égard des « peuples jeunes », dont ils enviaient la vitalité. Pour lui, le Japon et l'Italie avaient commis une erreur en soutenant les vieilles nations, alors que leurs intérêts les portaient du côté des peuples jeunes, au nombre desquels il comptait la Finlande et la Bulgarie. De même, les États-Unis s'identifiant à la civilisation et la Russie à la culture, seule l'Allemagne, selon lui, pouvait réaliser la synthèse de ces deux notions. En outre, seule une Allemagne que les puissances occidentales auraient pris garde de ne pas trop affaiblir pouvait être de nature à les protéger du péril bolchevik. Par ailleurs, fidèle aux sentiments pro-russes que lui avait inspiré la lecture de Dostoïevski, il pensait qu'entre l'Allemagne et la Russie existait « une communauté de destin », que le salut de la nation allemande « prolétarisée » ne pouvait venir d'un arrangement avec les puissances occidentales ni de l'imitation servile de leur modèle libéral, mais d'une alliance avec les forces « neuves » et « intactes » de l'Est, dont les intérêts géopolitiques et spirituels correspondaient aux siens. Sur ce point la révolution de 1917 ne modifia pas fondamentalement la pensée de Moeller van den Bruck, qui pensait que la « Russie éternelle » l'emporterait sur une doctrine communiste importée. Cette analyse idéaliste devait d'ailleurs trouver une réalisation par le biais de la Realpolitik de la jeune république allemande.
Influent parmi les Junkonservativen, Moeller van den Bruck fut amené à s'opposer au courant national-révolutionnaire, dont l'idéologie « soldatique » avait été nourrie par l'expérience du front. Il fut ainsi l'un des rares à interpréter l'assassinat de Walter Rathenau par des membres des Corps Francs comme une « confirmation du manque de sens politique allemand ». Au printemps 1922, Hitler prit la parole au Juni-Klub et le rencontra. Moeller van den Bruck se montra, cependant, réticent devant les offres du chef du NSDAP. En novembre 1923, lors du putsch de la brasserie, à Munich, le groupe devait même porter un jugement sévère sur l'entreprise : l'éditorial de Gewissen, probablement de la main de Moeller van den Bruck, parla de « crime imbécile » et décrivit Hitler comme guidé par un « primitivisme prolétarien ». Les nazis se servirent néanmoins de ses idées et s'approprièrent même le titre de son livre Troisième Reich, paru en 1923, comme slogan politique. Mais ce sont les courants völkisch qu'il combattit le plus nettement. À leurs théoriciens, il reprocha ainsi de confondre « race » et « peuple », affirmant que la race, qui avait pu jouer un rôle dans la formation des populations préhistoriques, et dont le mythe avait pu contribuer à l'éclosion ou à la consolidation de la conscience nationale, n'était plus depuis longtemps un critère opératoire ou pertinent, qu'elle s'était désintégrée au fur et à mesure qu'apparaissaient les nations historiques. De même, il accusait les tenants de la « race aryenne » de noyer dans un concept flou les spécificités de la nation allemande, allant jusqu'à distinguer, dans un article paru en 1924, « races biologiques » et « races de l'esprit ».
En 1922, Moeller van den Bruck dirigea, avec Heinrich von Gleichen-Rußwurm (de) et Max Hildebert Boehm (de), la publication d'un livre collectif, Die neue Front, associant quelque trente-huit auteurs membres du Juni-Klub ou proches de lui. L'année suivante paraissait Das Dritte Reich (Le Troisième Reich), dans lequel il prononçait une solennelle mise en garde. Parlant d'une « tierce voie » entre le capitalisme libéral et le marxisme, il définissait le troisième Reich comme une « idée de synthèse, de résolution des contradictions ». Le « troisième parti », pour lui, voulait le « Troisième Reich », de même que l'Allemagne, « pays du milieu », avait vocation à constituer une « troisième force » au centre du continent et un creuset entre Est et Ouest.
Toutefois, en 1924, la situation générale évolua, une période de stabilité s'esquissa après la crise de 1923 et plusieurs membres du Juni-Klub se dispersèrent dans des cercles et des clubs qui commençaient à frayer avec les milieux nationaux-libéraux. Désespéré par cette évolution, Moeller van den Bruck eut le sentiment d'être abandonné de tous et de ne rencontrer autour de lui qu'incompréhension. Ses nerfs avaient toujours été fragiles. Au début de 1925, il fut victime d'une dépression nerveuse, dont il ne se remit jamais. Le 30 mai 1925, une semaine après l'élection de Hindenburg à la présidence du Reich, il se donna la mort à Berlin-Weissensee. Il fut enterré au cimetière de Lichterfeld, à Berlin, en présence de quelques rares proches. L'éloge funèbre fut prononcé par Max Hildebert Boehm. Après sa mort, ce qui restait du Juni-Klub se disloqua, et l'hebdomadaire Gewissen disparut le 1er janvier 1928.

## Œuvres
- Die Moderne Literatur in Gruppen und Einzeldarstellungen (1900) Lire en ligne
- Die Variété: eine Kulturdramaturgie (1900)
- Die Deutschen: Unsere Menschheitsgeschichte (1904)
- Zeitgenossen (1905)
- Die Italienische Schönheit (1913)
- Der Preussische Stil (1915)
- Das Recht der jungen Völker (1918) ; trad. fr. La Révolution des peuples jeunes (1993), textes choisis et présentés par Alain de Benoist, trad. fr. Jean-Paul Allard, Pardès, 359 p., 1993  (ISBN 2-86714-131-1).
- Das dritte Reich (1923)
  - Traduction anglaise : Germany's Third Empire (1934) Lire en ligne
  - Le Troisième Reich, trad. fr. Jean Louis Lénault, introd. Thierry Maulnier, Alexis Redier, 1933 ; rééd. F. Sorlot, 1981.
- Der politische Mensch (1933)
- Sozialismus und Außenpolitik (1933)